# مطالعات فرودستان
مطالعات فرودستان (Subaltern Studies Group (SSG) or Subaltern Studies Collective)رابطه متفابل طبقه حاکم و طبقه تابع و فرودست را تحلیل می‌کند و از این طریق تأثیر متقابل سلطه و تبعیت را در نظام‌های استعماری، به ویژه هند بررسی می‌کند، گرچه روش‌های این جنبش از زمان ایجاد آن به بعد برای سایر ملت‌ها، فضاها و تاریخ‌های دیگر نیز اعمال شده‌است.

## پیشینه
اصطلاح «فرودست» در مطالعات فرودستان، اشاره به کار مارکسیست ایتالیایی آنتونیو گرامشی (۱۸۹۱–۱۹۳۷) دارد. از زمانی که رانجیت گوها برای اولین بار این اصطلاح را، در پیروی از گرامشی، به منظور اشاره به دهقانانی که در نظام سرمایه‌داری صنعتی ادغام نشده بودند، به کار برد، تا کنون، دامنه معنایی این اصطلاح تکامل یافته‌است. امروزه هر شخص یا گروهی که خواه به دلیل نژاد، طبقه، جنسیت، گرایش جنسی، قومیت یا مذهب از رتبه یا جایگاه پایینتری برخوردار باشد، می‌تواند موضوع مطالعات فرودستان باشد.